# Dirt 3
 Dirt 3 (DiRT 3) er et racerspil, udgivet og udviklet af spil firmaet Codemasters.